# Groombridge 1618
Groombridge 1618 (Gliese 380 / GJ 380) é uma estrela localizada no norte da constelação de Ursa Major. Com uma magnitude aparente de 6,6, encontra-se em ou abaixo do limiar de estrelas visíveis a olho nu para um observador médio. Ela está localizada relativamente próxima da Terra, a uma distância de menos de 16 anos-luz. Esta é uma estrela da sequência principal de tipo espectral K8 V, tendo apenas 67% da massa do Sol. Há evidências de um companheiro planetário com um período orbital de 122 dias.